# Seznam dílů seriálu Titans (2018)
Toto je seznam dílů seriálu Titans. Americký dramatický televizní seriál Titans byl zveřejňován od 12. října 2018 do 11. května 2023; první dvě řady byly uvedeny na streamovací službě DC Universe, zbylé dvě pak byly vydávány na službě HBO Max. Celkem bylo zveřejněno 49 dílů ve čtyřech řadách seriálu.
V Česku byl seriál zveřejněn na službě Netflix.

## Přehled řad
| Řada | Díly | Zveřejnění v USA  | Zveřejnění v USA   | Stanice v USA |
| Řada | Díly | První díl         | Poslední díl       | Stanice v USA |
| ---- | ---- | ----------------- | ------------------ | ------------- |
| 1    | 11   | 12. října 2018    | 21. prosince 2018  | DC Universe   |
| 2    | 13   | 6. září 2019      | 29. listopadu 2019 | DC Universe   |
| 3    | 13   | 12. srpna 2021    | 21. října 2021     | HBO Max       |
| 4    | 12   | 3. listopadu 2022 | 11. května 2023    | HBO Max       |

## Seznam dílů

### První řada (2018)
| Č. v seriálu | Č. v řadě | Původní název | Český název   | Režie                 | Scénář                                                     | Zveřejnění v USA (DC Universe) |
| ------------ | --------- | ------------- | ------------- | --------------------- | ---------------------------------------------------------- | ------------------------------ |
| 1            | 1         | Titans        | Titáni        | Brad Anderson         | Akiva Goldsman, Geoff Johns a Greg Berlanti                | 12. října 2018                 |
| 2            | 2         | Hawk and Dove | Hawk a Dove   | Brad Anderson         | Akiva Goldsman                                             | 19. října 2018                 |
| 3            | 3         | Origins       | Počátky       | Kevin Rodney Sullivan | Richard Hatem, Geoff Johns, Marisha Mukerjee a Greg Walker | 26. října 2018                 |
| 4            | 4         | Doom Patrol   | Doom Patrol   | John Fawcett          | Geoff Johns                                                | 2. listopadu 2018              |
| 5            | 5         | Together      | Spolu         | Meera Menon           | Bryan Edward Hill a Gabrielle Stanton                      | 9. listopadu 2018              |
| 6            | 6         | Jason Todd    | Jason Todd    | Carol Banker          | Richard Hatem a Jeffrey David Thomas                       | 16. listopadu 2018             |
| 7            | 7         | Asylum        | Ústav         | Alex Kalymnios        | Bryan Edward Hill a Greg Walker                            | 23. listopadu 2018             |
| 8            | 8         | Donna Troy    | Donna Troyová | David Frazee          | Richard Hatem a Marisha Mukerjee                           | 30. listopadu 2018             |
| 9            | 9         | Hank and Dawn | Hank a Dawn   | Akiva Goldsman        | Geoff Johns                                                | 7. prosince 2018               |
| 10           | 10        | Koriand'r     | Koriand‘r     | Maja Vrvilo           | Gabrielle Stanton                                          | 14. prosince 2018              |
| 11           | 11        | Dick Grayson  | Dick Grayson  | Glen Winter           | Richard Hatem                                              | 21. prosince 2018              |

### Druhá řada (2019)
| Č. v seriálu | Č. v řadě | Původní název | Český název | Režie             | Scénář                                    | Zveřejnění v USA (DC Universe) |
| ------------ | --------- | ------------- | ----------- | ----------------- | ----------------------------------------- | ------------------------------ |
| 12           | 1         | Trigon        | Trigon      | Carol Banker      | Akiva Goldsman, Geoff Johns a Greg Walker | 6. září 2019                   |
| 13           | 2         | Rose          | Rose        | Nathan Hope       | Richard Hatem                             | 13. září 2019                  |
| 14           | 3         | Ghosts        | Duchové     | Kevin Tancharoen  | Tom Pabst                                 | 20. září 2019                  |
| 15           | 4         | Aqualad       | Aqualad     | Glen Winter       | Jamie Gorenberg                           | 27. září 2019                  |
| 16           | 5         | Deathstroke   | Deathstroke | Nick Gomez        | Bianca Sams                               | 4. října 2019                  |
| 17           | 6         | Conner        | Conner      | Alex Kalymnios    | Richard Hatem                             | 11. října 2019                 |
| 18           | 7         | Bruce Wayne   | Bruce Wayne | Akiva Goldsman    | Bryan Edward Hill                         | 18. října 2019                 |
| 19           | 8         | Jericho       | Jericho     | Toa Fraser        | Kate McCarthy                             | 25. října 2019                 |
| 20           | 9         | Atonement     | Pokání      | Boris Mojsovski   | Jeffrey David Thomas                      | 1. listopadu 2019              |
| 21           | 10        | Fallen        | Padlí       | Kevin Sullivan    | Jamie Gorenberg                           | 8. listopadu 2019              |
| 22           | 11        | E.L._.O.      | E.L._.O.    | Millicent Shelton | Bianca Sams                               | 15. listopadu 2019             |
| 23           | 12        | Faux-Hawk     | Faux-Hawk   | Larnell Stovall   | Tom Pabst                                 | 22. listopadu 2019             |
| 24           | 13        | Nightwing     | Nightwing   | Carol Banker      | Richard Hatem a Greg Walker               | 29. listopadu 2019             |

### Třetí řada (2021)
| Č. v seriálu | Č. v řadě | Původní název                            | Český název             | Režie             | Scénář                              | Zveřejnění v USA (HBO Max) |
| ------------ | --------- | ---------------------------------------- | ----------------------- | ----------------- | ----------------------------------- | -------------------------- |
| 25           | 1         | Barbara Gordon                           | Barbara Gordonová       | Carol Banker      | Richard Hatem a Geoff Johns         | 12. srpna 2021             |
| 26           | 2         | Red Hood                                 | Red Hood                | Carol Banker      | Tom Pabst                           | 12. srpna 2021             |
| 27           | 3         | Hank & Dove                              | Hank a Dove             | Millicent Shelton | Jamie Gorenberg                     | 12. srpna 2021             |
| 28           | 4         | Blackfire                                | Blackfire               | Millicent Shelton | Stephanie Coggins                   | 19. srpna 2021             |
| 29           | 5         | Lazarus                                  | Lazarus                 | Boris Mojsovski   | Bryan Edward Hill                   | 26. srpna 2021             |
| 30           | 6         | Lady Vic                                 | Lady Vic                | Nick Gomez        | Joshua Levy a Prathi Srinivasan     | 2. září 2021               |
| 31           | 7         | 51%                                      | 51 %                    | Nick Gomez        | Kate McCarthy                       | 9. září 2021               |
| 32           | 8         | Home                                     | Domov                   | Larnell Stovall   | Tom Pabst                           | 16. září 2021              |
| 33           | 9         | Souls                                    | Duše                    | Boris Mojsovski   | Richard Hatem                       | 23. září 2021              |
| 34           | 10        | Troubled Water                           | Rozbouřené vody         | Larnell Stovall   | Melissa Brides                      | 30. září 2021              |
| 35           | 11        | The Call Is Coming from Inside the House | Volání přichází zevnitř | Carol Banker      | Stephanie Coggins                   | 7. října 2021              |
| 36           | 12        | Prodigal                                 | Marnotratník            | Carol Banker      | Jamie Gorenberg a Bryan Edward Hill | 14. října 2021             |
| 37           | 13        | Purple Rain                              | Fialový déšť            | Chad Lowe         | Richard Hatem a Greg Walker         | 21. října 2021             |

### Čtvrtá řada (2022–2023)
| Č. v seriálu | Č. v řadě | Původní název             | Český název               | Režie            | Scénář                                               | Zveřejnění v USA (HBO Max) |
| ------------ | --------- | ------------------------- | ------------------------- | ---------------- | ---------------------------------------------------- | -------------------------- |
| 38           | 1         | Lex Luthor                | Lex Luthor                | Nick Copus       | Richard Hatem                                        | 3. listopadu 2022          |
| 39           | 2         | Mother Mayhem             | Mother Mayhem             | Nick Copus       | Bryan Edward Hill                                    | 3. listopadu 2022          |
| 40           | 3         | Jinx                      | Jinx                      | Boris Mojsovski  | Jamie Gorenberg                                      | 10. listopadu 2022         |
| 41           | 4         | Super Super Mart          | Super supermarket         | Boris Mojsovski  | Tom Pabst                                            | 17. listopadu 2022         |
| 42           | 5         | Inside Man                | Trojský kůň               | Jen McGowan      | Joshua Levy a Prathi Srinivasan                      | 24. listopadu 2022         |
| 43           | 6         | Brother Blood             | Brother Blood             | Jen McGowan      | Richard Hatem                                        | 1. prosince 2022           |
| 44           | 7         | Caul's Folly              | Caul's Folly              | Greg Walker      | Melissa Brides                                       | 13. dubna 2023             |
| 45           | 8         | Dick & Carol & Ted & Kory | Dick a Carol a Ted a Kory | Greg Walker      | Tom Pabst                                            | 13. dubna 2023             |
| 46           | 9         | Dude, Where's My Gar?     | Hele vole, kde mám Gara?  | Eric Dean Seaton | námět: Geoff Johns a Ryan Potter scénář: Geoff Johns | 20. dubna 2023             |
| 47           | 10        | Game Over                 | Hra končí                 | Jesse Warn       | Bryan Edward Hill                                    | 27. dubna 2023             |
| 48           | 11        | Project Starfire          | Projekt Starfire          | Nick Copus       | Jamie Gorenberg                                      | 4. května 2023             |
| 49           | 12        | Titans Forever            | Titáni navždy             | Nick Copus       | Richard Hatem                                        | 11. května 2023            |